# Ručni rad (album)
Ručni rad treći je studijski album makedonskog rock sastava Leb i sol, koji izlazi 1979. godine, a objavljuje ga diskografska kuća PGP RTB.
Materijal snimaju u studiju 5 RTB-a, a na dvije skladbe gostuje Milivoj Marković na saksofonu. Autorstvo potpisuju svi članovi sastava, a u glazbi koriste elemente jazza i etna. Skladbe koje se ističu na albumu su "Kumova slama", "Ručni rad" i "Verni pas".
Nakon što je album objavljen, sastav napušta Nikola Dimuševski (radi stalnog zaposlenja u zabavnom orkestru RTV Skoplja), a na njegovo mjesto dolazi Miodrag "Miki" Petkovski (koji ih ubrzo napušta radi odlaska u Kanadu).

## Popis pjesama

### A strana
1. "Lenja pesma" (4:00)
  - Tekst - Goran Stefanovski
  - Glazba - Vlatko Stefanovski
2. "Rebus" (5:20)
  - Autor - Nikola Dimuševski
3. "Hogar" (4:30)
  - Autor - Garabet Tavitijan
4. "Ručni rad" (5:03)
  - Autor - Bodan Arsovski

### B strana
1. "Kumova slama" (5:30)
  - Autor - Vlatko Stefanovski
2. "Put u vedro" (5:20)
  - Autor - Garabet Tavitijan
3. "Verni pas" (6:09)
  - Autor - Nikola Dimuševski

## Izvođači
- Vlatko Stefanovski - električna gitara, akustična gitara, vokal
- Bodan Arsovski - bas-gitara
- Garabet Tavitijan - bubnjevi
- Nikola Dimuševski - električni klavir (Rhodes), klavir, sintisajzer (Poly Moog, Mini Moog), strings (Logan)

### Glazbeni gost
- Milivoj Marković - saksofon (tenor, alt)

## Vanjske poveznice
- Discogs - Recenzija albuma